# Samarra
Samarra (în arabă سامراء‎) este un oraș istoric din Irak situat la 125 km nord de Bagdad, unde s-au făcut o serie de descoperiri arheologice,.  Orașul se află în provincia Salah ad-Din.

## Istorie
Numele istoric al orașului este  Surra Man Ra'a (Se bucură cel care-l vede). Orașul este clădit pentru califul „al-Mu’tasem Billah” din dinastia Abbasizilor în anul 833-892 care a mutat aici reședința califilor din Bagdad.

## Cultură
In Samara există și azi ruine ale palatelor califilor, moschei cu minarete, cel mai renumit fiind minaretul spiralat. Orașul este azi situat pe malul estic al Tigrului este important pentru relicvele șiite, fiind declarat de UNESCO că aparține din 2007 de patrimoniul mondial.

## Galerie de imagini

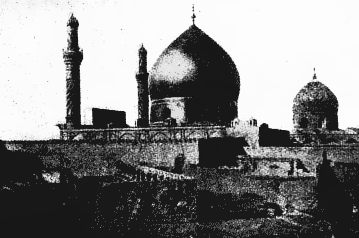
Cupolele de aur din Samarra
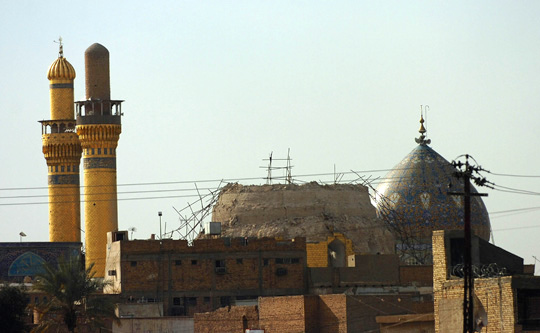
Moscheea Al-Askari
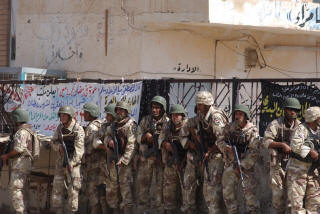
Asediul Moscheii de aur